# Myrmecaelurus zigan
Myrmecaelurus zigan là một loài côn trùng trong họ Myrmeleontidae thuộc bộ Neuroptera. Loài này được H. Aspöck et al. miêu tả năm 1980.